# سیارک ۳۹۴۱
سیارک ۳۹۴۱ (به انگلیسی: 3941 Haydn، نامگذاری:1973UU5) سه هزار و نهصد و چهل و یکمین سیارک کشف شده‌است که در ۲۷ اکتبر ۱۹۷۳ کشف شد.
قدر مطلق سیارک برابر ۱۲٫۹۰ است.